# Avtomat Fjodorova
Avtomat Fjodorova (автомат Фёдорова) je puška, kterou vyvinul Vladimir Grigorjevič Fjodorov v rámci modernizace carské armády. Zbraň to byla natolik revoluční, že předběhla svou dobu. Někdy je považován za první útočnou pušku.

## Historie
Ještě před samotným vývojem Avtomatu se Vladimir Grigorjevič Fjodorov zabýval úpravou pušky M1891 na automatickou verzi. V roce 1906 se však rozhodl pro vývoj vlastní samonabíjecí pušky ve standardní ráži 7,62 × 54 mm R.
V následujících letech Fjodorov došel k názoru, že ráže 7,62 × 54 mm R je nevhodná pro samonabíjecí pušky, a tak zahájil vývoj nové munice. V roce 1913 tak vyrobil první prototyp 6,5mm munice spolu s novou puškou.
V roce 1916 však přišel s novým konceptem, který se do historie zapsal jako M1916 Avtomat Fjodorova. Jednalo se o pušku v ráži 6,5 × 50 mm SR Arisaka. Tato puška podstoupila zkoušky u 189. pluku v důstojnické střelecké škole, která se nacházela ve městě Oranienbaum. Výsledky byly vynikající, a puška tak prošla svým prvním bojovým nasazením.
Celkem se vyrobilo 3 200 kusů. Všechny byly vyrobeny ve zbrojovce ve městě Kovrov. Z výroby bylo upuštěno kvůli upřednostnění ráže 7,62 × 54 mm R. V roce 1928 byly Avtomaty Fjodorova uskladněny a použity byly až za zimní války (1940). Přelom tisíciletí přežilo už jen pár kusů, jež jsou rozmístěny v muzeích, či soukromých sbírkách všude po světě.

## Princip funkce

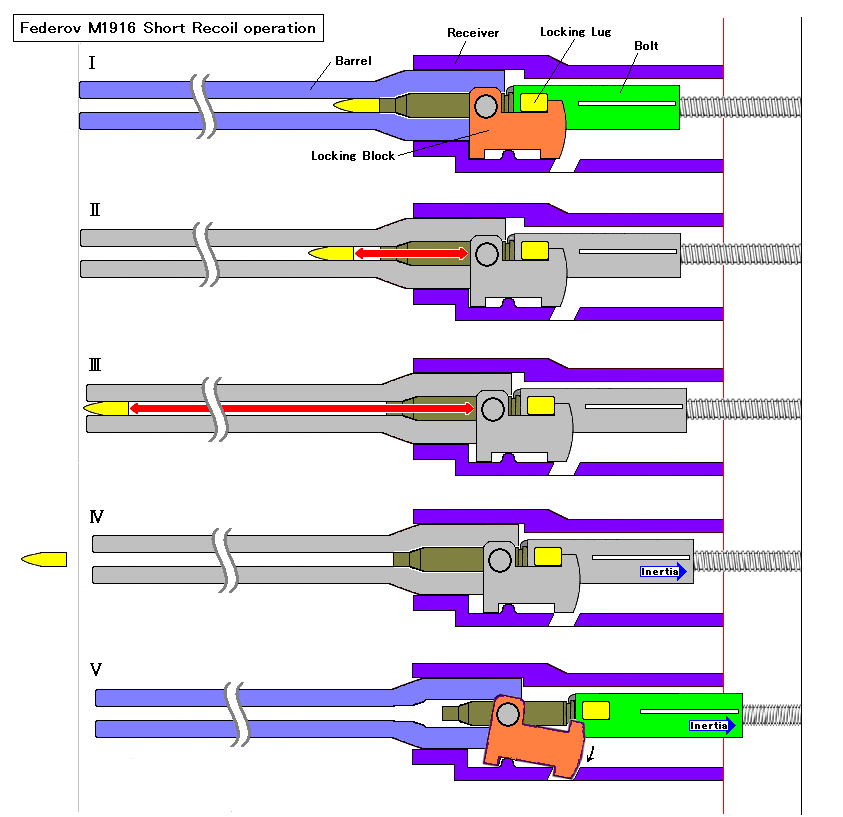
Funkční cyklus

Jedná se o pušku fungující na principu krátkého zákluzu hlavně se závěrem uzamčeným pomocí dvojice kyvných závor. Zvláštností konstrukce zbraně je, že nemá nosič závorníku a závorník, ale pouze závěr tvořený jedním blokem. Po zmáčknutí spouště úderník udeří do zápalníku, který trefí zápalku náboje, čímž dojde k výstřelu. Po výstřelu je hlaveň spojena se závěrem přičemž společně konají zákluz. Spojení hlavně a závěru zaručuje dvojice závor umístěných po stranách hlavně. Po nárazu závor na kulisu v pouzdře závěru dojde ke sklopení závor a rozpojení celku hlavně a závěru. Následně se samotný závěr pohybuje vzad a nábojnice je vyhozena z hlavně. Závěr je poté vratnou pružinou hnán zpátky a v průběhu návratu k hlavni nabere závěr nový náboj a ten je vsunut do hlavně. Nakonec úchytky závěru navrátí závory do uzamčené pozice. Puška má přepínač režimu střelby a střílí v poloautomatickém a automatickém režimu.
Zbraň není vybavena střeleckou pohotovostí ale umožňuje manuální vystavení závěru v zadní poloze pro nabíjení pomocí nábojových pásků.